# The Five Americans
The Five Americans war eine US-amerikanische Rockband, die Mitte der 1960er-Jahre in Dallas/Texas gegründet wurde und vor allem in den USA einigen Erfolg hatte.

## Geschichte
Nachdem das Quintett schon einige Zeit in kleinen Clubs und Discotheken gespielt hatte, bekamen sie einen Plattenvertrag. Ihre erste Single I See The Light erreichte die Charts.
Anschließend wechselten sie die Firma und bekamen Dale Hawkins als neuen Produzenten. Mit ihm schafften sie den Bestseller Western Union.
Ende 1967 verschwand die Formation wieder.

## Mitglieder
- Michael Rabon (Leadgesang, Gitarre)
- Leonard Goldsmith (Gesang, Keyboard)
- Robert Rambo (Gitarre)
- James Grant (E-Bass)
- James Wight (Schlagzeug)

## Diskografie

### Alben
| Jahr | Titel           | Höchstplatzierung, Gesamtwochen, AuszeichnungChartsChartplatzierungen (Jahr, Titel, Platzierungen, Wochen, Auszeichnungen, Anmerkungen) | Anmerkungen |
| Jahr | Titel           | US | Anmerkungen |
| ---- | --------------- | --- | ----------- |
| 1966 | I See the Light | US136 (5 Wo.)US |             |
| 1967 | Western Union   | US121 (10 Wo.)US |             |

Weitere Alben
- 1967: Progressions
- 1968: Now and Then

### Singles
| Jahr | Titel Album                   | Höchstplatzierung, Gesamtwochen, AuszeichnungChartsChartplatzierungen (Jahr, Titel, Album, Platzierungen, Wochen, Auszeichnungen, Anmerkungen) | Anmerkungen |
| Jahr | Titel Album                   | US | Anmerkungen |
| ---- | ----------------------------- | --- | ----------- |
| 1965 | I See the Light               | US26 (11 Wo.)US | HBR 454     |
| 1966 | Evol-Not Love Progressions    | US52 (9 Wo.)US | HBR 468     |
| 1967 | Western Union                 | US5 (12 Wo.)US | Abnak 118   |
| 1967 | Sound of Love Western Union   | US36 (8 Wo.)US | Abnak 120   |
| 1967 | Zip Code Progressions         | US36 (7 Wo.)US | Abnak 123   |
| 1968 | 7:30 Guided Tour Now and Then | US96 (2 Wo.)US | Abnak 126   |

Weitere Singles
- 1965: Show Me (ABC-Paramount 10686)
- 1965: Say That You Love Me (Abnak 106)
- 1966: Good Times (HBR 483)
- 1966: It’s You Girl (Jetstar 104)
- 1966: I’m Feeling Ok (Jetstar 105)
- 1966: Reality (Abnak 114)
- 1966: If I Could (Abnak 116)
- 1967: Stop Light (Abnak 125)
- 1968: No Communication (Abnak 128)
- 1968: Lovin’ Is Livin’ (Abnak 131)
- 1968: Generation Gap (Abnak 132)
- 1969: Virginia Girl (Abnak 134)
- 1969: Ignert Woman (Abnak 137)
- 1969: I See The Light ’69 (Abnak 139)
- 1969: She’s Too Good To Me (Abnak 142)